# BMW R1250 RT
La BMW R1250 RT è una motocicletta stradale da turismo prodotta dalla casa motociclistica tedesca BMW Motorrad a partire dal 2018.

## Descrizione
Presentata a fine 2018, a spingere la moto c'è un propulsore bicilindrico boxer da 1254 cm³ a 4 tempi con distribuzione a quattro valvole per cilindro per un totale di 8 comandate da un doppio albero a camme in testa, con un sistema di lubrificazione a carter secco e raffreddamento misto a liquido. Il rapporto di compressione è pari a 12,5:1.
A fine 2020 la moto viene sottoposta ad un profondo restyling sia a livello tecnico che estetico; la novità più importante è l'aggiornamento del motore per rispettare e rientrare nelle normative anti inquinamento Euro 5.